# Cosacs del Kuban

Bandera de la República Popular del Kuban 1919-1920 i després dels cosacs del Kuban, encara actualment; el color de rosa central fou concedit als regiments de cosacs del Kuban pels tsars. Inicialment era més fosc, però ha derivat modernament cap un rosa més pàl·lid

Els cosacs del Kuban (rus: Кубанские кaзаки, Kubànskie Kаzaki; ucraïnès: Кубанські козаки, Kubanski Kozaki) o Kubanians (кубанцы, кубанці) són cosacs que viuen a la regió del riu Kuban de Rússia.
La majoria dels cosacs del Kuban són descendents de dos grans grups que van ser reassentats al Caucas del Nord occidental durant la Guerra del Caucas al segle xviii. La part occidental de la host (Península de Taman i veïna regió al nord) fou ocupada pels cosacs de la Mar Negra que eren originalment cosacs zaporoges d'Ucraïna, des del 1792. La part de l'est i del sud-est de la host va ser administrada prèviament pels regiments Khopiour i Kuban dels cosacs de la Línia del Caucas, que van ser reinstal·lats des del Don de 1777.
La host cosaca del Kuban (Кубанское казачье войско), unitat administrativa i militar formada pels cosacs del Kuban, es va formar el 1860 i va existir fins al 1918 Durant la Guerra Civil Russa, els cosacs del Kuban van proclamar la República Popular del Kuban, i va tenir un paper clau en el teatre sud del conflicte. Durant la Segona Guerra Mundial, els cosacs van lluitar tant al costat de l'Exèrcit Roig com de la Wehrmacht. La moderna host cosaca del Kuban va ser restablerta el 1990.

## Història de la formació de la host dels cosacs del Kuban
Tot i que els cosacs vivien a la regió abans de les darreries del segle xviii (una teoria de l'origen dels cosacs fa remuntar el seu llinatge als antics pobles Kasog que poblaven el Kuban entre els segles IX i XIII), l'entorn n'impedia el poblament permanent. Els moderns cosacs del Kuban afirmen que el 1696 és el seu any de fundació, quan els cosacs del Don del Khopior van participar en la campanyes d'Azov del tsar Pere. Llançaven incursions esporàdiques terra endins, un lloc que estava poblat parcialment pels nogais, tot i que territorialment formava part del Kanat de Crimea. En 1784 el Baix Kuban va passar a Rússia, i després d'això la seva colonització va esdevenir un pas important en l'expansió de l'Imperi.

### Cosacs de la Mar Negra

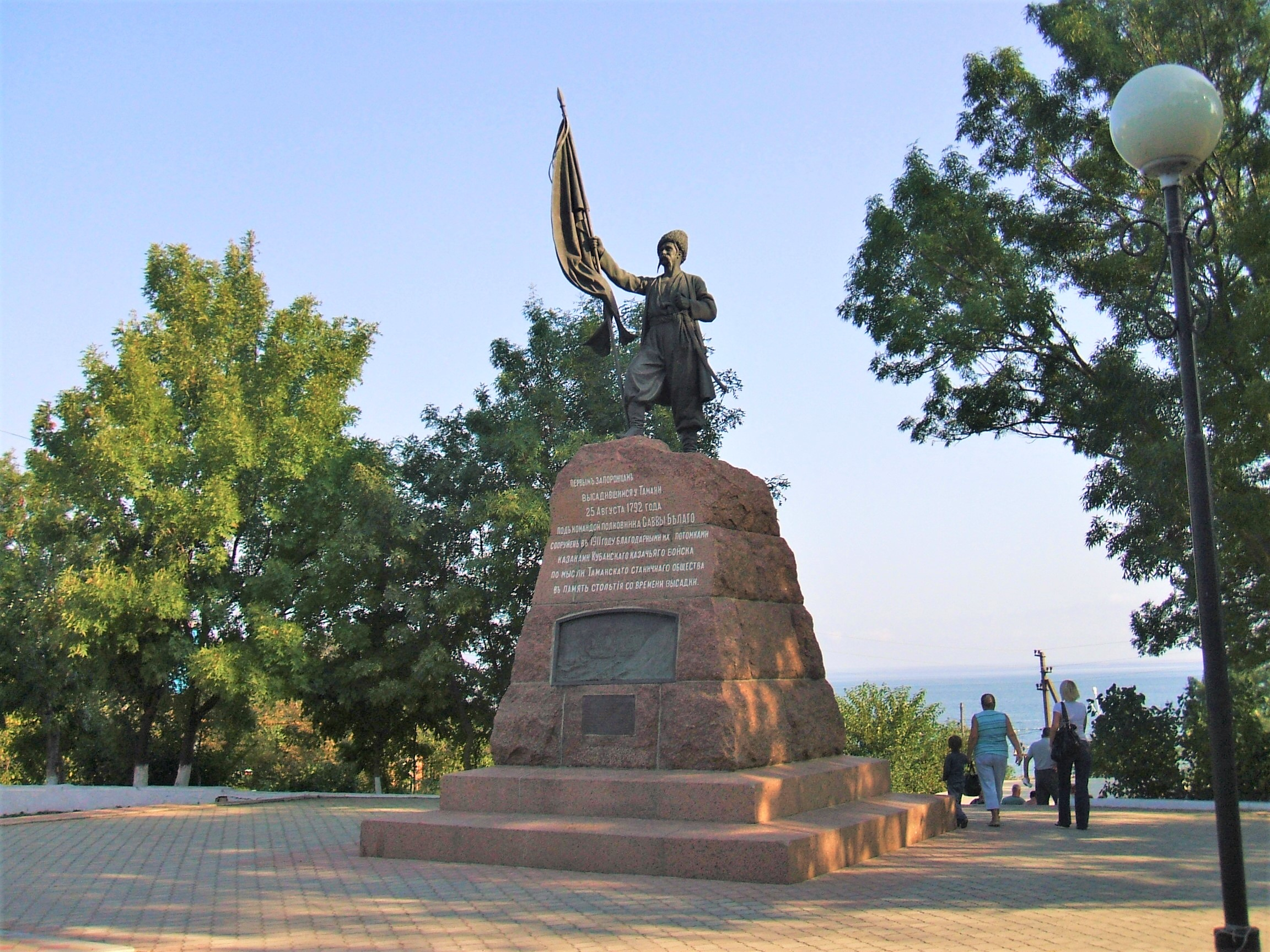
Un memorial als primers pobladors a Taman

En una part diferent del sud-est d'Europa, al Dnièper mitjà a Ucraïna, vivien els cosacs zaporoges. A les darreries del segle xviii tanmateix, llur capacitat pel combat es va veure reduïda en gran manera. Amb llurs tradicionals adversaris, el Kanat de Crimea i la Confederació de Polònia i Lituània eliminats, l'administració russa els considerava de poca utilitat militar. La Sitx de Zaporòjia, tanmateix, ´representava un refugi segur per a serfs fugitius, on l'autoritat estatal no arribava, i sovint participava en rebel·lions que esclataven constantment a Ucraïna. Un altre problema per al govern rus imperial era també la resistència dels cosacs a la colonització de les terres que el govern considerava pròpies i els cosacs seves. El 1775, després de nombrosos atacs contra colonitzadors serbis, l'emperadriu russa Caterina II de Rússia feu que Grigori Potiomkin destruís la host zaporòjia. L'operació fou duta a terme pel general Piotr Tekeli.
Els zaporoges es van desbandar; alguns (cinc mil homes o un 30% de la host) fugiren a l'Imperi Otomà a l'àrea del Danubi. Altres es van unir a l'exèrcit imperial, regiments de dragons i hússars, mentre molts es convertiren en agricultors i comerciants locals.
Una dècada més tard, l'administració russa fou forçada a reconsiderar la seva decisió, amb l'escalada de conflictes amb l'Imperi Otomà. El 1778, el soldà turc oferí als zaporoges exiliats l'oportunitat de construir una nova Sitx del Danubi. Potiomkin suggerí que els antics comandants Antín Holovati, Zakhari Txepiha i Sídir Bili dirigissin una nova host coneguda com a Host dels Zaporoges Lleials, el 1787.
La nova host va tenir un paper crucial en la Guerra russo-turca (1787-1792), i per la seva lleialtat i servei, l'emperadriu russa els va premiar amb l'ús etern de la terra del Kuban, llavors habitada per restes dels nogais, i en la Guerra del Caucas un progrés crucial més important per a l'avanç rus a la línia de Circàssia. Rebatejada com a host dels cosacs de la Mar Negra, un total de 25.000 homes va emigrar a la zona entre 1792 i 1793.

### A la frontera russa (1777-1860)

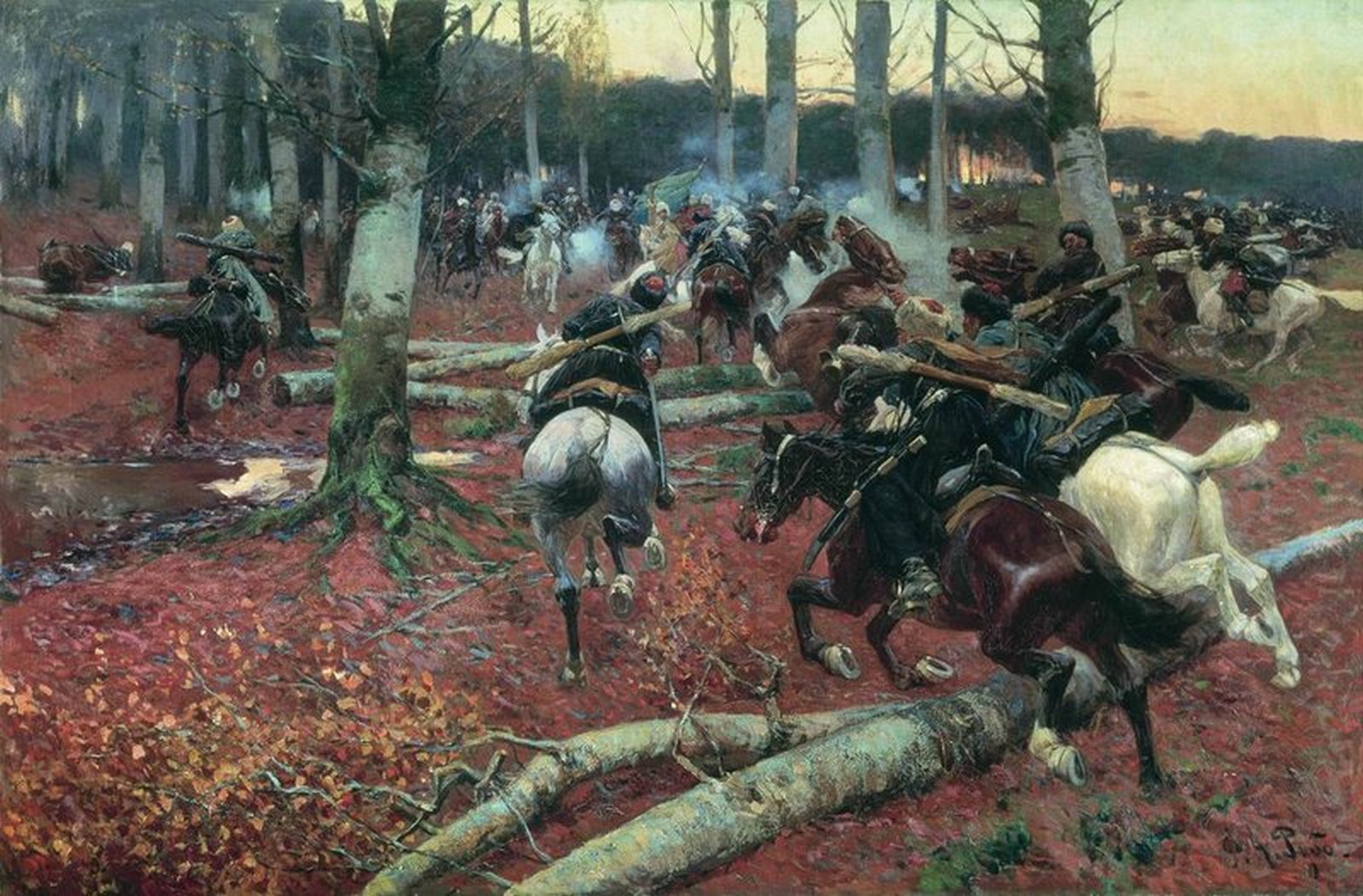
Tropes de reconeixement cosaques durant la Guerra del Caucas per Franz Roubaud

Durant la Guerra russo-turca (1768-1774), els cosacs del Don al riu Khopior van prendre part en la campanya, i el 1770 - llavors amb un nombre de quatre assentaments - van demanar de formar un regiment. A causa del seu servei en la guerra, el 6 d'octubre del 1774Caterina la Gran va dictar un manifest que els garantia la seva petició.
El final de la guerra i el Tractat de Küçük Kaynarca van desplaçar les fronteres de Rússia cap al sud des de l'entrada del riu Kuban a la mar d'Azov al llarg de la riba dreta fins al llit del riu Terek. Això creava un espai sense defense d'una extensió de 500 verstes i a l'estiu de 1777, el regiment de Khopior - a més de les restes dels cosacs del Volga i un regiment de dragons de Vladímir - es reinstal·laren al Caucas del Nord per construir la línia de defensa de Mozdok (avui a Ossètia-Alània) a Azov. Això marcà el començament de la Guerra del Caucas, que es perllongaria durant gairebé 90 anys.
El regiment de Khopior era responsable del flanc occidental de la línia; va fundar la fortalesa de Stàvropol (22 d'octubre de 1777) i tres stanitses: Moskovskaia, Donskaia i Severnaia amb 140 famílies de cosacs en cadascuna. El 1779 al regiment de Khopior se li donà el seu propi districte. Les condicions eren desesperades, ja que el circassians feien atacs gairebé diaris a les posicions russes. El 1804 el regiment de Khopior avançà profundament cap a l'oest vers el territori de Kabarda, passant cap a l'oest del revolt del riu Kuban i fundant sis stanitses noves (l'anomenada línia Nova de Kuban: Barsukóvskaia, Nevinnomísskaia, Belometxétskaia, Batalpaxínskaia (l'actual Txerkessk), Bekeixévskaia i Suvoróvskaia. La següent expansió va tenir lloc el 1828 quan els cosacs del Khopior completaren la conquesta de Karatxai, i formaren part de la primera expedició russa que va arribar al cim de l'Elbrús el 1829.
Tanmateix tot el progrés rus en el Caucas era poc sòlid, i per facilitar l'administració, el 1832 una reforma militar unia deu regiments des de la boca del Terek fins al Khopior a la Kabarda occidental, amb la qual cosa es formava la host dels cosacs de la Línia del Caucas. Al regiment del Khopior també se li donaren uns quants establiments de camperols, amb la qual cosa estenien el seu poder a una mà d'obra de dotze mil persones. Amb el posterior avenç al riu Bolxaia Laba el districte de Khopior es va dividir en dos regiments, i formaren la línia Laba: Spokóinaia, Ispravnaia, Podgornaia, Udobnaia, Peredovaia, Storojévaia.

### Zaporoges més enllà del riu Kuban

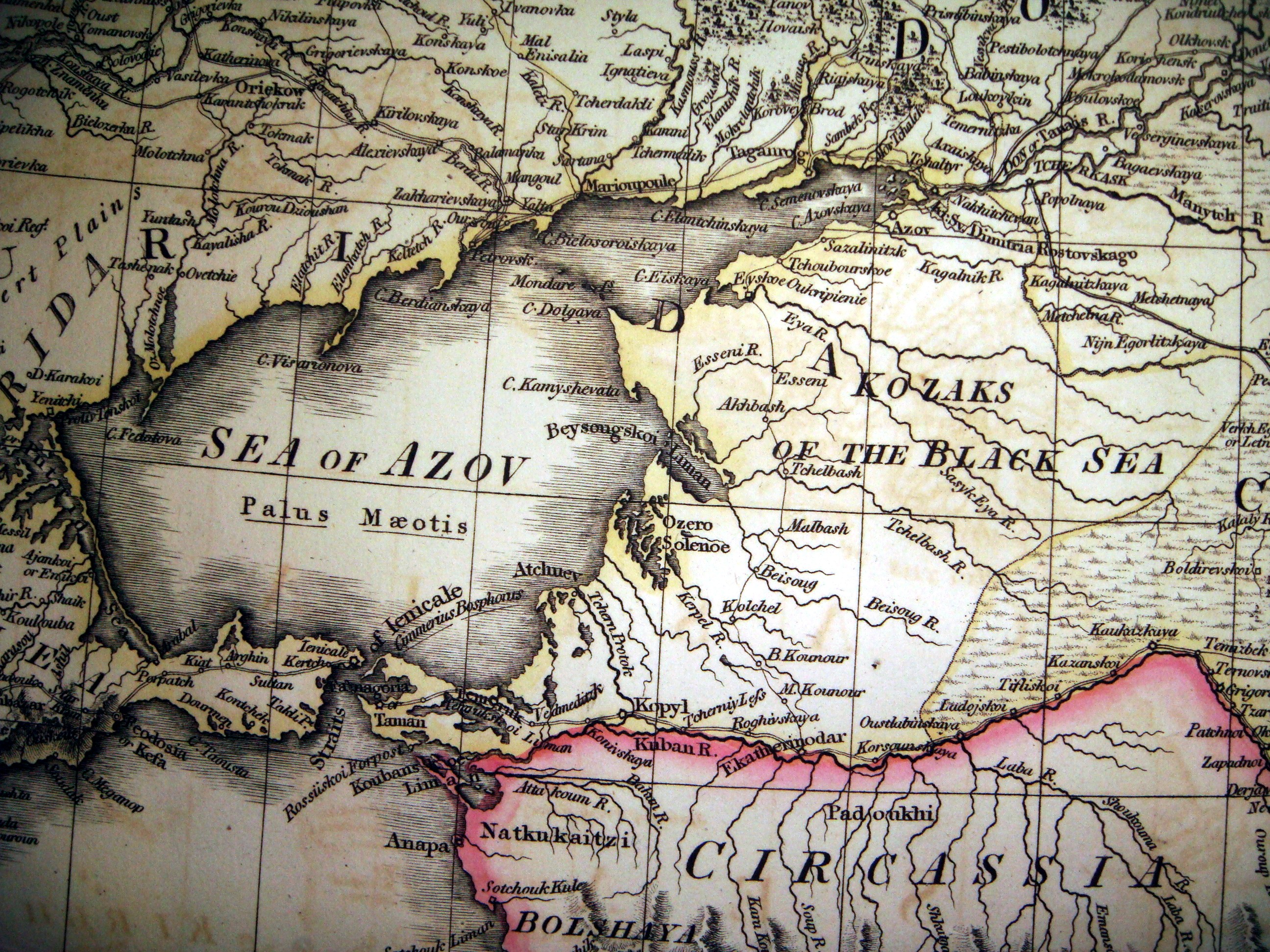
Mapa històric on es mostra l'assentament inicial dels cosacs de la Mar Negra.

Moltes tradicions dels cosacs zaporoges continuaren en els cosacs de la mar Negra, com l'elecció formal de l'administració de la host, però en alguns casos, noves tradicions vingueren a reemplaçar les antigues. En comptes d'una sitx, es va formar una línia de defensa des de la desembocadura del Kuban a la mar Negra fins a la del riu Laba o Bolxaia Laba. Al nord d'aquesta línia es van instal·lar en els pobles anomenats stanitses. Es va fundar el centre administratiu de Iekaterinodar o Ekaterinodar (literalment el regal de Caterina). Els cosacs de la mar Negra enviaren homes a moltes campanyes essencials de l'Imperi Rus, com la supressió de la rebel·lió del polonès Tadeusz Kościuszko el 1794 o la desafortunada expedició a Pèrsia del 1796 on gairebé la meitat dels cosacs moriren de gana i malalties, i enviaren el 9è regiments d'infanteria (plastun) i el 1r regiment conjunt de cavalleria i la guàrdia d'elit (Guàrdia Leib) per tal d'ajudar l'exèrcit rus en la invasió francesa de Rússia del 1812. La host va participar en la Guerra russopersa (1826-1828) on assaltaren l'últim baluard otomà que quedava a la costa del nord de la mar Negra, la fortalesa d'Anapa el 1828. Durant la Guerra de Crimea els cosacs frustraren alguns intents de desembarcament aliat a la Península de Taman, mentre el segon i cinquè batallons d'infanteria (plastun) participaven en la defensa de Sebastòpol (1854-1855).
A la terra que deixaven enrere, els Cosacs del Buh podien proporcionar una forta zona intermèdia per als cosacs de la Sitx del Danubi. Després de la Guerra russo-turca (1828-1829) la majoria dels cosacs de Danubi oficialment retornaren i, sota una amnistia, es reassentaren entre Mariúpol i Berdiansk i formaren la host del Cosacs d'Azov.

## Expansió

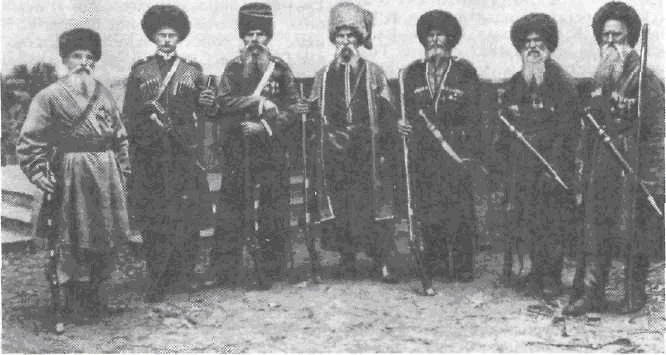
Darreries del

Mentre els anys passaven, els cosacs de la mar Negra continuaven les seves incursions sistemàtiques a les regions muntanyoses del nord del Caucas. Prenent una part activa en el final de la conquesta russa del Caucas, poblaven les regions cada vegada que aquestes eren conquerits. Per tal d'ajudar-los, un total de setanta mil antics zaporoges addicionals dels cosacs del Buh, cosacs de Iekaterinoslav, i finalment la host dels cosacs d'Azov emigraren cap allà a la meitat del segle xix. Els tres anteriors van haver de ser traslladats per deixar espai per a la colonització de Nova Rússia, i amb la debilitat creixent de l'Imperi Otomà, a més de la formació d'estats coixí independents als Balcans, la necessitat d'una posterior presència dels cosacs havia acabat. Van fer la migració al Kuban el 1860 i es fusionaren amb la host dels cosacs de la Línia del Caucas. Entre els ètnicament cosacs de la Mar Negra ucraïnesos i les tribus de les muntanyes del Caucas, hi havia la host dels cosacs de la Línia del Caucas, cosacs ètnicament russos procedents de la regió del Don. Tot i que ambdós grups van viure a la regió general del Kuban, no es va integrar entre ells.

### Apogeu de la host del Kuban
La nova host va créixer i va acabar sent la segona més gran de Rússia. Els cosacs del Kuban continuaren tenint una part activa en els afers russos de la part final del segle xix des del final de la Guerra russocircassiana, que es va acabar poc després de la formació de la host. Un petit grup va prendre part a la conquesta del 1873 que va comportar la posada sota control rus del Kanat de Khivà. La campanya més llarga fou la Guerra russo-turca de 1877-1878, tant sobre el front balcànic com sobre els fronts del Caucas. La darrera en particular fou una dura contribució, ja que els cosacs del Kuban eren un 90% de la cavalleria russa. Foren famoses la batalla del Pas de Xipka (Batalles de Xipka), la defensa de Bayazet i finalment la decisiva i victoriosa batalla de Kars on els cosacs foren els primers a entrar. Tres regiments de cosacs de Kuban participaren el 1881 a l'assalt de Gök Tepe al Turkmenistan. Durant la Guerra russojaponesa (1904-1905), la host mobilitzà sis regiments de cavalleria, cinc batallons de plastun (infanteria) i una bateria cap a la llunyana regió l'Extrem Orient rus.
Els cosacs també dugueren a terme el segon objectiu estratègic: la colonització de la terra del Kuban. En total, la host tenia més de sis milions de dessiatines (unitat de mesura de la terra equivalent a 14,57 m2), dels quals 5,7 milions pertanyien a les stanitses, i la resta romania a la reserva o en mans privades de funcionaris o d'oficials cosacs. En arribar a l'edat de 17 anys, un cosac rebia entre 16 i 30 dessiatines per a l'ús personal de cultiu. Amb el creixement natural de la població, la terra mitjana que un cosac tenia disminuí de 23 dessiatines el 1860 a 7.6 el 1917. Aquests acords tanmateix, asseguraven que la colonització i el cultiu serien molt racionals.
El propòsit militar del Kuban es repetia en el seu model d'administració. Més que un govern tradicional de gubèrnia imperial amb uiezds (districtes), el territori era administrat per l'óblast del Kuban que estava dividida en otdels (regions, de les que el 1888 se'n comptaven set). Cada otdel tindria les seves pròpies sótnies (divisions) que al seu torn es dividien en stanistes i khútors. L'ataman (comandant) per a cada regió era no només responsable de la preparació militar dels cosacs, sinó de les tasques d'administració locals. Els atamans locals de les stanitses i khútors s'elegien, però eren aprovats pels atamans de l'otdel. Aquests, en canvi, eren designats per l'ataman suprem de la host, que al seu torn era designat directament per l'emperador rus. Abans de 1870, aquest sistema de legislatura a l'óblast (regió) romangué fort militarment i totes les decisions legals eren resoltes pel ataman de la stanitsa i dos jutges elegits. Després, tanmateix, el sistema es va burocratitzar i les funcions judicials es tornaren independents de les stanitses.
La política més liberal del Kuban es reflectia directament en el nivell de vida de la gent. Un dels trets centrals d'això era l'educació. En efecte, se sap que les primeres escoles van existir des de la migració dels cosacs de la Mar Negra, i el 1860, la host tenia un institut per a homes i 30 escoles primàries. El 1863 es va començar a imprimir la primera revista, de nom "Revista de l'exèrcit del Kuban", en rus: Кубанскія войсковыя вѣдомости segons l'ortografia anterior a la reforma del 1918, modernament escrit Куба́нские войсковы́е ве́домости, transcrit Kubànskie voiskovie védomsoti, i dos anys més tard s'obria a Iekaterinodar la biblioteca de la host. En total el 1870, el nombre d'escoles en stanitses rurals arribava a 170. Comparat amb la resta de l'Imperi Rus, prop del començament del segle xx, l'óblast tenia una proporció d'alfabetització molt alta d'un 50% i cada any fins a 30 estudiants de famílies de cosacs (una altra vegada una proporció incomparable per qualsevol altra província rural) eren enviats a estudiar als establiments d'ensenyament superior de Rússia.
Tanmateix hi havia friccions amb l'administració tsarista. Durant el regnat d'Alexandre II les reformes proliberals van modificar les administracions al Caucas, i crearen una regió de Stàvropol separada, que estava poblada per camperols rurals que volien colonitzar les noves terres que van haver de ser confiscades a la força als cosacs. Aquestes migracions conduïren un gran nombre d'armenis i ucraïnesos a la zona. Pels volts del 1888, la proporció de no-cosacs de la regió del Kuban era d'un 48%. Altres reformes administratives van evitar als cosacs de colonitzar regions del Kuban com la seva Costa de la Mar Negra, que fou separada per formar una gubèrnia de la Mar Negra. No obstant això, fou un cosac del Kuban qui va utilitzar el seu cos com a escut humà per protegir l'emperador el 1881 de l'assassinat, ferit mortalment per l'explosió, fou la mateixa insistència del tsar en deixar el cotxe i anar a donar les gràcies al cosac (que va morir) que permeté als terroristes, amb una segona bomba, de posar fi a la vida de l'emperador.
Durants els primers anys del segle XX es van establir contactes entre el Kuban i Ucraïna i van aparèixer organitzacions clandestines al Kuban.

### Revolució Russa i Guerra Civil
Durant la Revolució Russa i la Guerra Civil que en va resultar, els cosacs es van trobar en conflicte amb les seves lleialtats. L'octubre de 1917, simultàniament la República Soviètica del Kuban (bolxevic) i la Rada del Kuban formaren dos governs oposats i proclamaven el seu dret a governar la regió del Kuban. La Rada declarava una República Popular del Kuban que fou aviat dispersada per forces bolxevics. Si bé la majoria dels cosacs inicialment estaven amb la Rada, molts es van unir als bolxevics, que els prometien autonomia.

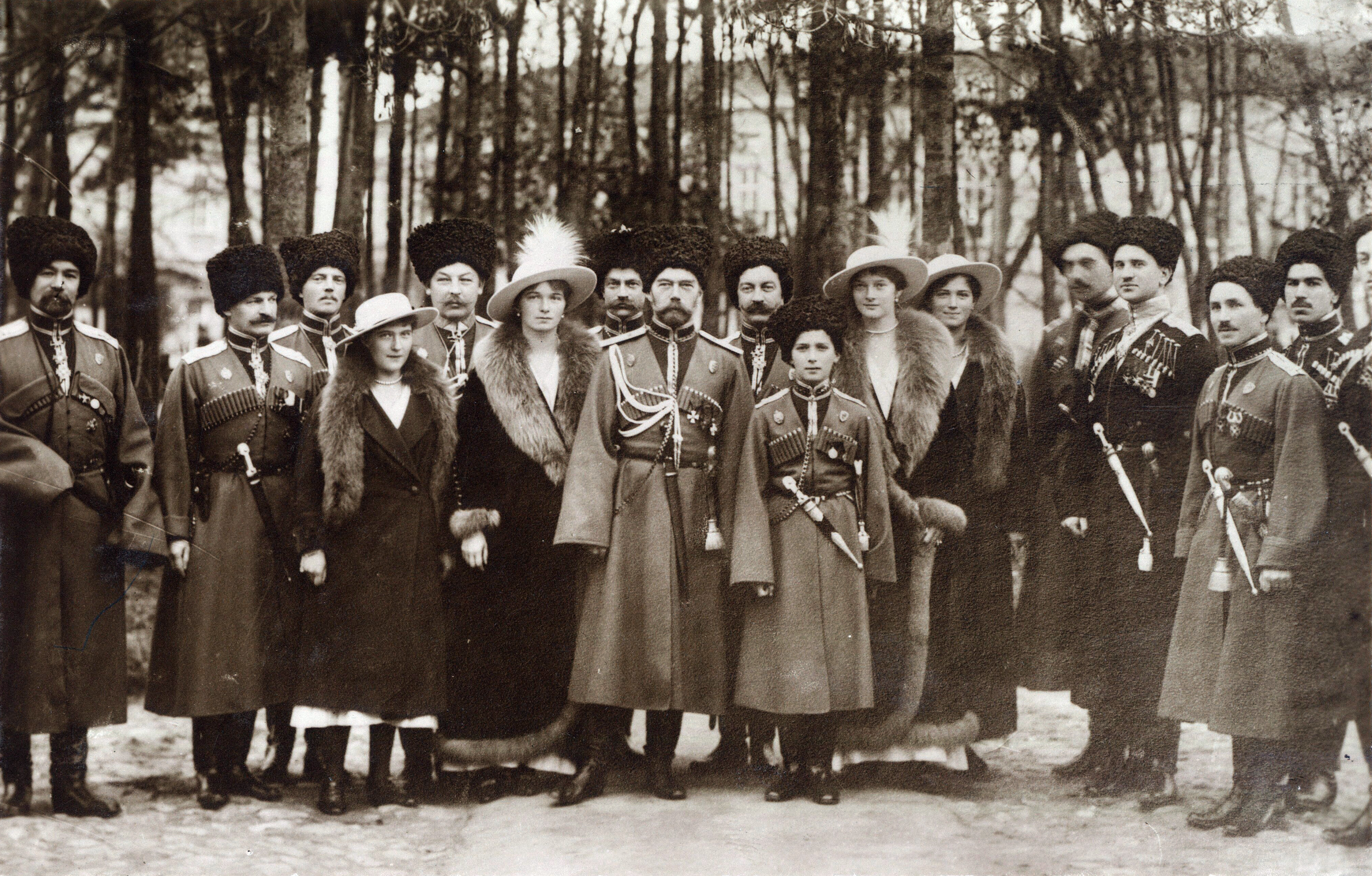
Cosacs del Kuban amb Nicolau II de Rússia i la seva família.

El març de 1918, després de la reeixida ofensiva de Kornílov, la Rada del Kuban es posà sota la seva autoritat. Tanmateix, després de la seva mort el juny de 1918 se signà una unió federal amb el govern ucraïnès de l'hetman Pavlò Skoropadski, després de la qual molts cosacs van abandonar el front per retornar a casa o es van passar als bolxevics. A més a més d'això, hi havia una lluita interna als cosacs del Kuban entre la lleialtat a l'Exèrcit de Voluntaris de Rússia de Denikin i forces nacionalistes ucraïneses.
El 6 de novembre, de 1918, les forces de Denikin rodejaren la Rada, i amb l'ajuda de l'ataman A. Filimónov arrestaren deu dels seus membres, incloent-hi l'ucraïnòfil, P. Kurganski, que era el primer ministre de la Rada, i un dels arrestats fou públicament penjat per traïció. Molts cosacs es reuniren amb Denikin i lluitaren a les files de l'Exèrcit de Voluntaris de Rússia.
El desembre de 1919, després de la derrota de Denikin i donat que quedava clar que el bolxevics envairien el Kuban, alguns dels grups proucraïnesos intentaren restaurar la Rada, separar-se de l'Exèrcit de Voluntaris de Rússia i lluitar amb el bolxevics en aliança amb Ucraïna; tanmateix, a primers de 1920 l'Exèrcit Roig ocupava la majoria del Kuban, i eliminava ambdós rivals, la Rada i Denikin.

### Establiment del poder soviètic
Després de la victòria soviètica, molts cosacs del Kuban fugiren del país per evitar la persecució dels bolxevics. Un punt de concentració notable era l'illa grega de Lemnos on 18.000 cosacs del Kuban van arribar, molts dels quals moriren de fam i malaltia. Aviat després de la victòria de l'Exèrcit Roig, la host de cosacs del Kuban es dissolgué oficialment. A causa de la seva lleialtat passada a l'emperador rus i l'exèrcit blanc, el nou govern soviètic veia tots els cosacs com una amenaça al seu encara fràgil poder. S'implementà una campanya anticosaca i les famílies dels cosacs de Kuban van patir una segregació deliberada mentre els bolxevics van donar molta terra de la Ciscaucàsia a les noves províncies autònomes de les minories locals, i fomentà la colonització de les estepes de la premuntanya per part d'aquestes minories, de vegades desallotjant enèrgicament els cosacs de les seves cases natives. La col·lectivització de la fèrtil estepa també va començar. La majoria dels cosacs esdevingueren camperols locals i treballaren en les condicions noves establertes. Durant la fam soviètica de 1932-1934, molts cosacs moriren de fam.

### II Guerra Mundial

#### Col·laboradors amb la Wehrmacht i les Waffen SS

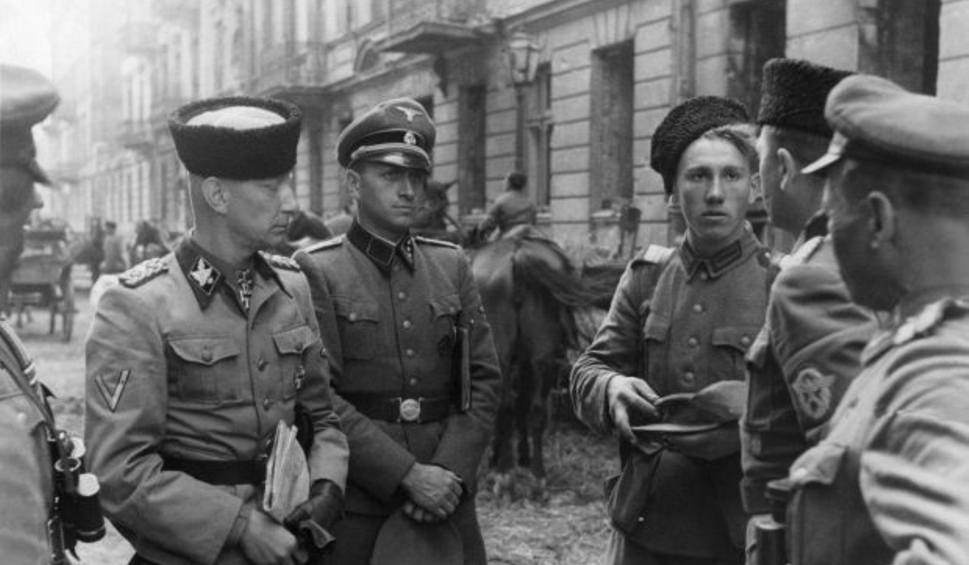
Waffen SS i el Regiment III de cosacs durant la revolta de Varsòvia. El regiment es componia de cosacs del Don i del Kuban

Els primers col·laboradors amb els alemanys procedien dels cosacs soviètics presoners de guerra o desertors després de les primeres derrotes de l'Exèrcit Roig durant Operació Barbarroja. Després dels horrors de la col·lectivització i decosaquització, a l'estiu del 1942, els alemanys que arribaven al Kuban eren saludats com a alliberadors. Molts cosacs del Kuban soviètics escolliren canviar de bàndol cap al costat alemany tant si eren presoners de guerra com si estaven en servei actiu a l'exèrcit soviètic. Per exemple el major Konónov desertà el 22 d'agost de 1941 amb un regiment sencer i fou instrumental a l'hora d'organitzar voluntaris dels cosacs a la Wehrmacht. Alguns emigrats cosacs, com Andrei Shkuro i Piotr Krasnov decidiren també col·laborar amb els alemanys i estigueren al comandament de dues divisions de cosacs al servei alemany. Tanmateix, la majoria dels voluntaris vingueren després que els alemanys arribessin a les terres dels cosacs a l'estiu de 1942. El Moviment Nacional d'Alliberament Cosac s'establí en l'esperança que es mobilitzaria l'oposició al règim soviètic i amb la intenció de reconstruir un estat de cosac independent.
Mentre, hi havia uns quants destacaments de cosacs més petits a la Wehrmacht des de 1941, la 1a Divisió de Cosacs, que aplegava cosacs del Don, Terek i Kuban, fou formada el 1943. Aquesta divisió fou augmentada per la 2a Divisió de Cavalleria Cosaca formada el desembre de 1944. Les dues divisions participaren en hostilitats contra els partisans de Tito a Iugoslàvia. El febrer de 1945, les dues divisions de cosacs van ser transferiddes a les Waffen-SS i es formà el XV cos SS de cavalleria cosaca. Al final de la guerra, els col·laboradors cosacs es retiraren a Itàlia i es rendiren a l'exèrcit britànic, però, sota l'acord de Yalta, foren repatriats a la força amb la resta dels col·laboradors a les autoritats soviètiques i alguns executats.(vegeu traïció dels cosacs)

#### Cosacs de l'Exèrcit Roig
Malgrat les desercions que estaven tenint lloc, la majoria dels cosacs romangueren lleials a l'Exèrcit Roig. En les primeres batalles, especialment al setge de Belostok, les unitats de cosacs com el 94è de Beloglisnki, el 152è de Rostovski i el 48è Regiment de Beloretxenski, van lluitar fins a la mort.
En la fase inicial de la guerra, durant l'avenç alemany cap a Moscou, els cosacs foren extensament utilitzats per atacar darrere les línies enemigues. El més famós d'aquests tingué lloc durant la batalla de Smolensk (1941) sota la direcció de Lev Dovàtor, el tercer Exèrcit de Cavalleria del qual constava de les divisions 50ena i 53a de Cavalleria dels Cosacs del Kuban i del Terek, que foren mobilitzades des del Caucas del Nord. Aquest atac cobrí en deu dies uns 300 km i destruí les línies d'abastiment del IX Exèrcit Alemany, abans de retirar-se reeixidament. Mentrestant, el 2n Cos de Cavalleria format amb cosacs del Don, del Kuban i de Stàvropol, comandat pel general Pàvel Belov, efectuà un contraatac pel flanc dret del VI Exèrcit Alemany que retardà significativament el seu avanç cap a Moscou.
L'atac dels cosacs liderats per Dovàtor i Belov (a ambdós generals se'ls concediria més tard el títol d'Heroi de la Unió Soviètica) i les seves unitats foren elevades a l'estatus d'elit de Guàrdies) va assegurar que es formarien moltes noves unitats de combat. Al llarg de tota la guerra, els alemanys van ser capaços de formar només dos cossos de cavalleria cosaca, mentre que l'Exèrcit Roig, el 1942 ja en tenia 17. Moltes de les unitats novament formades s'omplien amb voluntaris ètnicament cosacs. Els cosacs del Kuban s'assignaven al 10è, 12è i 13è Cossos. Tanmateix, la unitat de cosacs del Kuban més famosa seria el 17è Cos de Cosacs sota el comandament del general Nikolai Kiritxenko.
En les primeres estapes de la batalla de Stalingrad, quan els alemanys van aconseguir ocupar el Kuban, la majoria de la població va participar en la lluita contra els partisans molt abans que els generals Piotr Krasnov i Andrei Xkuro iniciessin les seves activitats de reclutament. Les incursions cosaques contra les posicions alemanyes al Caucas esdevingueren habituals. Després de la derrota alemanya a Stalingrad, el 4t Cos de Guàrdies dels Cosacs del Kuban, reforçat per tancs i artilleria, travessà les línies alemanyes i alliberà Minerálnie Vodi i Stàvropol.
A l'última part de la guerra, tot i que els cosacs havien demostrat ser molt útil en missions de reconeixement i la rereguarda, la guerra mostrava que l'era de la cavalleria de cavalls havia arribat al final. El famós IV Cos de Guàrdies Cosacs del Kuban que participa en dures lluites en l'alliberament d'Ucraïna del sud i de Romania, va poder desfilar orgullosament a la Plaça Roja en la famosa Desfilada de la Victòria de Moscou de 1945.

## Cosacs del Kuban moderns
Després de la guerra, els regiments de cosacs, junt amb la resta de la cavalleria, van ser dissolts i exclosos de les forces armades soviètiques, ja que es creia que eren obsolets. La majoria dels descendents dels cosacs que vivien als territoris rurals no obstant això, mantingueren vives les seves tradicions tot i que en la postguerra l'URSS es negava a reconèixer oficialment la seva existència.
Des de les dues últimes dècades del segle passat, s'ha treballat intensament per reviure les tradicions cosaques. L'exèrcit va ser reconegut oficialment per l'ataman suprem del Gran Exèrcit del Don (Всевеликое Войско Донское). Amb l'ajuda del governador del krai de Krasnodar, Aleksandr Tkatxiov, la host s'ha convertit en una part integral de la vida al Kuban, hi ha operacions d'entrenament i de combat conjuntes amb l'exèrcit rus, patrulla les àrees rurals amb la Milítsia, prepara la joventut local per al servei militar. No només donen el seu suport en temes militars, sinó que durant les inundacions el 2004 de la Península de Taman proporcionaren homes i equip per a missions d'evacuació, Avui, la host compta amb 25 mil homes que s'organitzen en les seves pròpies unitats: un regiment de paracaigudistes i una brigada d'infanteria motoritzada del Districte Militar del Caucas.
Els cosacs van participar en alguns dels esdeveniments més controvertits que van seguir la dissolució de la Unió Soviètica: Ossètia del Sud, Crimea, Kosovo, Transnístria i Abkhàzia. L'últim conflicte era en particular especial per als cosacs del Kuban, ja que als anys vint, un cert nombre de cosacs, fugint de la repressió i la descosaquització, es van refugiar a Abkhàzia i es van assimilar amb la gent del país. Abans de l'esclat del conflicte entre Geòrgia i Abkhàzia hi havia un moviment per crear una host de cosacs del Kuban i Abkhàzia entre els descendents. Quan la guerra civil va esclatar, 1500 voluntaris dels cosacs del Kuban van anar des de Rússia a lluitar al costat abkhaz. Un dels grups notables fou la 1r sótnia (divisió) sota el comandament de l'ataman Nikolai Pusko que segons hom diu, va destruir completament un grup de voluntaris ucraïnès que lluitava en el costat georgià i llavors foren els primers a entrar a Sukhumi el 1993. Des de llavors, un destacament dels cosacs del Kuban ha continuat establert a Abkhazia, i la seva presència afecta negativament les relacions entre Geòrgia i Rússia.
Segons informes de drets humans dels anys 1990, els cosacs assetgen regularment els no-russos, com ara armenis i txetxens, que viuen al sud de Rússia.
El 2 d'agost del 2012, el governador del krai de Krasnodar, Aleksandr Tkatxiov, anuncià un controvertit pla per desplegar a la regió una força paramilitar de 1000 cosacs del Kuban, uniformats i sense armes, per tal de donar suport al patrullatge de la policia, amb l'encàrrec de, a la regió, encarregada de prevenir una afluència que ell descrivia com la "immigració il·legal" de les repúbliques caucàsiques veïnes.

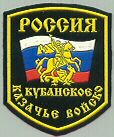
Emblema modern.

## Cultura
A causa del model de migració únic que els cosacs zaporoges originals van emprendre, la identitat dels cosacs del Kuban ha produït una de les cultures més diferenciades no solament amb altres cosacs sinó amb tota la identitat russa. La proximitat a les muntanyes del Caucas i als circassians o txerkessos influí el vestit i l'uniforme del cosacs - el típic abric txerkeska i la bufanda tipus baixlik, la dansa local, com ara la lezginka, també foren incorporats a l'estil de vida dels cosacs del Kuban. Alhora, els cosacs continuaren molt del seu llegat zaporoja, incloent-hi un moviment de bandúrries del Kuban i el cor de Cosacs del Kuban que esdevingueren uns dels més famosos al món amb les seves cançons cosaques i altres cançons folklòriques i danses, interpretades tant en rus com en ucraïnès.

## Identitat nacional
El concepte d'identitat nacional i ètnica dels cosacs Kuban ha canviat amb temps i ha estat el tema de molta discussió.
Al cens de 1897, un 47,3% de la població del Kuban (incloent-hi molts emigrants no-cosacs de segle xix procedents tant d'Ucraïna com de Rússia) es referien a la seva llengua nativa com a petit rus (rus: мало русских, malo russkikh, el nom rus de la llengua ucraïnesa); vegeu també Petita Rússia) mentre un 42,6% esmentaven la seva llengua nativa com a gran rus (rus: Великий русский, Veliki russki).
Molta producció cultural al Kuban del període de 1890-1910, com ara contes, obres de teatre, etc., foren escrits en petit rus o ucraïnes, i un dels primers partits polítics a Kuban fou el Partit Revolucionari Ucraïnès. Durant la Primera Guerra Mundial, els oficials austríacs reberen informes d'una organització ucraïnesa a l'Imperi Rus, segons la qual 700 cosacs del Kuban a Galítsia oriental havien estat arrestats pels seus oficials russos per negar-se a lluitar contra els ucraïnesos de l'exèrcit austríac. Breument, durant la Guerra Civil Russa, els cosacs del Kuban, mitjançant la seva Rada, van declarar l'ucraïnès llengua oficial dels cosacs del Kuban, abans de la seva supressió pel general Denikin, líder blanc rus. El general Denikin va ocupar la regió, va abolir la Rada i va reintroduir el rus com a idioma oficial a la regió.
Després de la victòria de dels bolxevics a la guerra civil, el Kuban va ser considerada una de les regions més hostils al nou poder comunista.
Stalin va dir en el seu discurs de 1923 sobre els problemes nacionals i ètnics que hi havia molts obstacles en la implementació del programa nacional del partit. Aquests eren el "xovinisme de nació dominant", la "desigualtat econòmica i cultural" de les nacionalitats" i "la supervivència del nacionalisme entre un nombre de nacions que van engendrar el jou de l'opressió nacional". Per al Kuban, això era realment exacte. La víctima/minoria eren els camperols no-cosacs que, com els seus homòlegs a la Nova Rússia, eren un grup heterogeni de població, amb una majoria ètnica ucraïnesa. Contra la "nació xovinista dominant" fou introduïda una política d'ucrainizatció i indigenització (coneguda com a korenització). Segons el cens de 1926, hi havia ja gairebé un milió d'ucraïnesos registrats només a l'okrug del Kuban (o sigui un 62% de la població total).
A causa d'aquesta realitat nacional es van obrir prop de 700 escoles amb l'ucraïnès com a llengua d'instrucció, i l'Institut Pedagògic del Kuban tenia el seu propi departament d'ucraïnès. Nombrosos diaris en llengua ucraïnesa com ara Txornomorets i Kubanska Zoria foren publicats. L'historiador A.L. Pawliczko fins i tot afirma que hi va haver un intent de fer un referèndum sobre la unió del Kuban a l'RSS d'Ucraïna. El 1930 el ministre ucraïnès ("Comissari del Poble") Mikola Skrípnik, implicat en resoldre els afers nacionals a l'RSS d'Ucraïna, havia plantejat una proposta oficial a Ióssif Stalin que els territoris de Vorónej, Kursk, Txornomòria (Mar Negre), Azov, i Kuban fossin administrats pel govern de l'RSS d'Ucraïna.
A la fi de 1932, el programa d'ucraïnització cessà, sent substituït per la russificació, així que al final de la dècada, la major part dels ucraïnesos del Kuban s'identificaven ells mateixos com a russos. Com a resultat d'això, al cens de 1939, els russos al Kuban eren una majoria de 2.754.027 o sigui el 86% La segona edició de la Gran Enciclopèdia Soviètica explícitament anomenava els cosacs del Kuban com a russos.
El llenguatge vernacular del modern Kuban, conegut com a balatxka, difereix de les llengües literàries russa i ucraïnesa contemporànies Algunes regions tenen forta influència de paraules del nord del Caucas i accents. La gramàtica russa s'utilitza pertot arreu.
Com molts altres cosacs, alguns es neguen a acceptar-se com a part del poble rus en el seu estàndard ètnic, i afirmen ser un subgrup separat amb sub-etnicitats com els pomors. Al cens rus de 2002 es va permetre als cosacs de tenir una nacionalitat subètnica clara com a grup rus separat. Els cosacs del Kuban que vivien al krai de Krasnodar, Adiguèsia, Karatxai-Txerkèssia i algunes regions del krai de Stàvropol i Kabardino-Balkària eren uns 25.000. Tanmateix, les regles estrictes del cens només permetien que els cosacs que estaven en servei actiu fossin considerats com a tals, i al mateix temps 300.000 famílies estaven registrades dins de la host de cosacs del Kuban. Alguns cosacs del Kuban no políticament afiliats a la host de Cosacs del Kuban, com el director del cor dels cosacs del Kuban Víktor Zakhartxenko, han mantingut en diversos moments una orientació proucraïnesa. Si bé aquest últim ha canviat de llavors ençà la seva posició i desitja una unificació d'Ucraïna i Rússia.

## República
El 14 de desembre de 1991, en el moment de decomposició de l'estat soviètic, es va proclamar la República Cosaca del Kuban Mitjà, que no va prosperar.

## Població de cosacs del Kuban
| Rússia              | 145166731      | 140028 |
| República           | Població total | Cosacs |
| Adiguèsia           | 447109         | 470    |
| Kabardino-Balkària  | 901494         | 307    |
| Karatxai-Txerkèssia | 439470         | 2501   |
| Krai de Krasnodar   | 5125221        | 17542  |
| Krai de Stàvropol   | 2231759        | 3902   |
| Total al Kuban      | 9145053        | 24722  |